# Józef Jurkowski
Józef Jurkowski, właśc. Jungban lub Jungman (ur. 30 marca 1913 w Lublinie, zm. ? w Kopenhadze) – polski pułkownik, funkcjonariusz urzędu bezpieczeństwa publicznego.

## Życiorys
Pochodził z żydowskiej rodziny, był synem Dawida (Daniela) i Rywki (Marii). Ukończył gimnazjum. Z zawodu był traktorzystą. Od 1932 pracował w KC KZMP, później był członkiem Komunistycznej Partii Polski. W latach 1934–1935 dwukrotnie skazany (na rok i na pięć lat więzienia) za działalność komunistyczną.
W czasie II wojny światowej zesłany do Kazachstanu, Tam, po wybuchu wojny Niemcy - ZSRR, powołany do Armii Czerwonej wojska pancerne, a w 1943 skierowany do 1 Dywizji Piechoty im. Tadeusza Kościuszki - Brygada Pancerna. Nazwiskiem "Jurkowski" posługiwał się od maja 1943 (zmienił personalia na polecenie dowództwa politycznego dywizji). Od 24 czerwca 1944 do 1 sierpnia 1944 był zastępcą dowódcy Samodzielnego Batalionu Specjalnego. 1 sierpnia 1944 przekazany do dyspozycji kierownika Resortu Bezpieczeństwa Publicznego Stanisława Radkiewicza w Lublinie. Od 1945 p.o. kierownika Grupy Operacyjnej na województwo śląskie, następnie kierownik Wojewódzkiego Urzędu Bezpieczeństwa Publicznego (WUBP) w Bydgoszczy (1945–1948), szef WUBP w Gdańsku (1948–1950), szef WUBP w Katowicach (1951–1955), dyrektor Departamentu V Komitetu do spraw Bezpieczeństwa Publicznego (ochrona transportu) (1955–1956). W okresie od 12 czerwca 1956 do 11 grudnia 1956, jako znający język francuski, został oddelegowany do V Międzynarodowej Komisji dla Nadzoru i Kontroli w Wietnamie nad wykonaniem rozejmu w Indochinach. Od 11 grudnia 1956 do 1 kwietnia 1958, będąc w dyspozycji Departamentu Kadr MSW, przebywał jako słuchacz w Akademii Sztabu Generalnego MON w Rembertowie.
W 1969 został zmuszony do wyjazdu z kraju. Wyjechał do Danii i tam pracował (aż do śmierci) jako kustosz w Bibliotece Królewskiej w Kopenhadze.
26 marca 1971 na fali antysemickiej czystki w Siłach Zbrojnych PRL – na mocy rozkazu personalnego podpisanego przez gen. Wojciecha Jaruzelskiego – został zdegradowany do stopnia szeregowca. Jako powód podjęcia takiej decyzji podano „brak wartości moralnych”.

## Ordery i odznaczenia
- Order Sztandaru Pracy II klasy
- Order Krzyża Grunwaldu III klasy (13 grudnia 1945)[4]
- Krzyż Kawalerski Orderu Odrodzenia Polski (10 października 1945)[5]
- Złoty Krzyż Zasługi (trzykrotnie, w tym: 18 stycznia 1946[6])
- Krzyż Partyzancki
- Srebrny Medal „Zasłużonym na Polu Chwały” (za Lenino)
- Medal 10-lecia Polski Ludowej
- Odznaka „10 Lat w Służbie Narodu”
- Krzyż Wojenny Czechosłowacki 1939 (Czechosłowacja)